# ساتوشی فروکت. ا
ساتوشی فروکت.ا (به انگلیسی: Satoshi Furukawa) فضانورد اهل کشور ژاپن است که در ۴ آوریل ۱۹۶۴ میلادی در یوکوهاما زاده شد. وی در مأموریت سایوز تی‌ام‌ای-۰۲ام، اکسپدییشن ۲۸، اکسپدییشن ۲۹ حضور داشته است.